# 12782 Mauersberger
12782 Mauersberger eller 1995 ED9 är en asteroid i huvudbältet som upptäcktes den 5 mars 1995 av den tyske astronomen Freimut Börngen vid Tautenburg-observatoriet. Den är uppkallad efter bröderna Rudolf och Erhard Mauersberger.
Asteroiden har en diameter på ungefär 14 kilometer och den tillhör asteroidgruppen Nocturna.